# Edifici Catalana de Gas i Electricitat
L'Edifici Catalana de Gas i Electricitat, situat a l'avinguda del Portal de l'Àngel de Barcelona, està catalogat com a bé cultural d'interès local. Fou la seu de Catalana de Gas, després Gas Natural, fins al seu trasllat al costat de la Ronda Litoral. Actualment l'ocupa una botiga de roba.

## Història
El 1891, la Societat Catalana per a l'Enllumenat per Gas va decidir la construcció d'una seu corporativa representativa, i amb aquest propòsit, el 1892 va adquirir una part dels terrenys del monestir de Santa Maria de Montsió als germans Martí i Puig per 560.014 pessetes, a raó de 17,25 pessetes el pam quadrat.
El 1893 va encarregar-ne el projecte a l'arquitecte Josep Domènech i Estapà, i fou construït entre aquest any i el 1895, costant 225.431 pessetes.

## Descripció
Tot i les seves dimensions relativament reduïdes, Josep Domènech i Estapà hi va recórrer a la seva habitual tendència monumentalista, patent sobretot a la façana principal, on apareixen tots els trets que configuren el seu particular eclecticisme, que el manté apartat però paral·lel, a les obres més explícitament modernistes de l'època, amb les quals comparteix l'acusat disseny dels detalls, i algunes fonts, com podria ser el secessionisme vienès. S'hi retroben les característiques obertures escarseres emmarcades, els arcs de mig punt peraltats, els frontons rebaixats, la galeria de columnetes i l'ornamentació vegetal geometritzada (Cirici parla de maquinisme), elements presents en altres obres de Domènech. Els interiors han estat completament refets, exceptuant el vestíbul amb escalinata (fins i tot l'escala principal d'accés a les plantes és producte d'una intervenció duta a terme durant els anys 1930).
Romanen vistos, així mateix, alguns elements estructurals, com és el cas de columnes de fosa a la planta baixa i principal. Aquests elements, juntament amb la façana del carrer de Montsió, constitueixen el més significatiu de l'edifici primitiu (que correspon únicament al número 22, malgrat la posterior agregació del número 20).